# Odsouzený

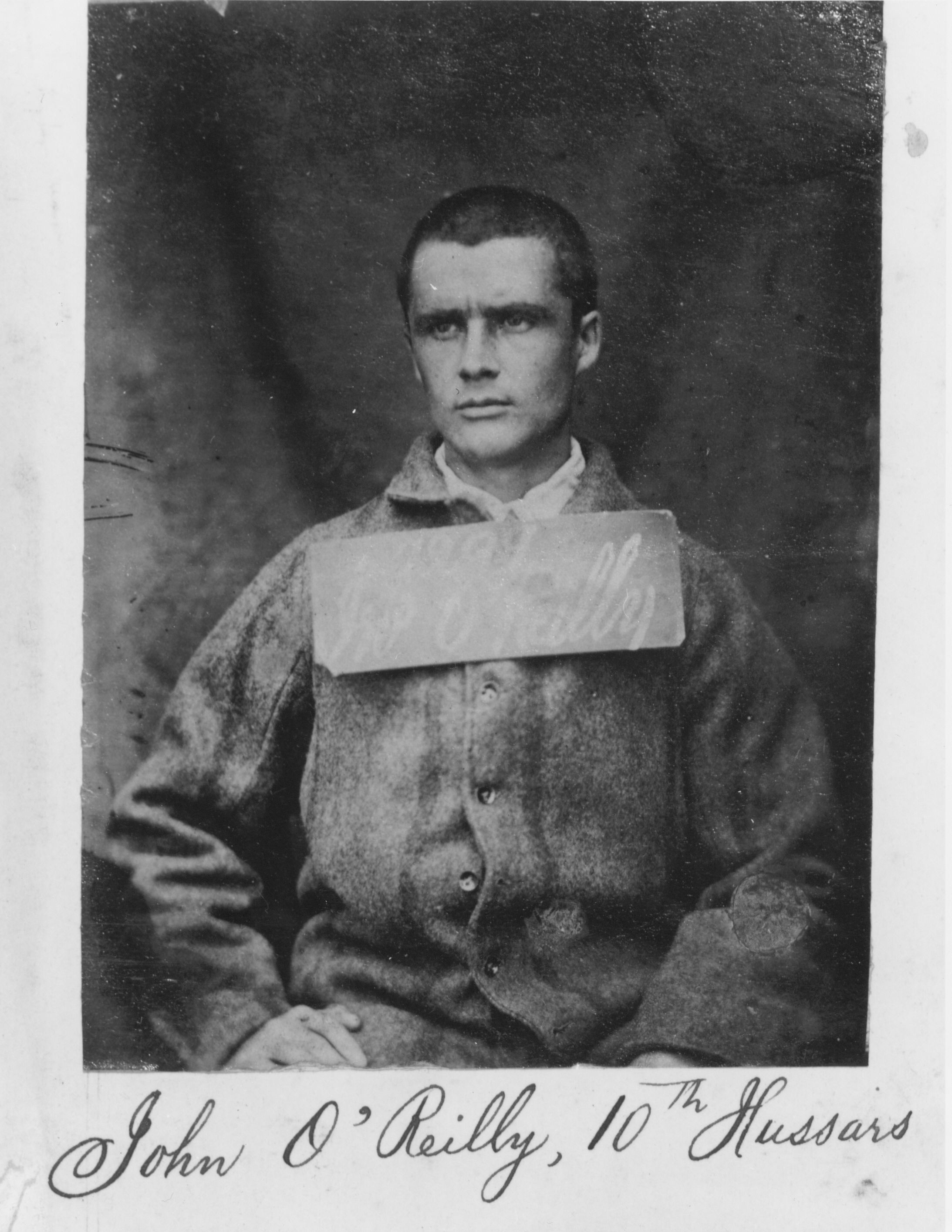
Fotografie odsouzeného trestance Johna B. O'Reillyho roku 1866

Odsouzený je ten, kdo byl v trestním řízení uznán vinným ze spáchání nějakého trestného činu a byl mu případně vyměřen určitý trest. Odsouzeným se ale stane až po právní moci odsuzujícího rozsudku, do té doby je stále obžalovaným. Po odsouzení získá záznam v rejstříku trestů a nelze na něj pohlížet jako na bezúhonného.
Vzhledem k právní moci rozsudku mu pak zbývají již jen mimořádné opravné prostředky, jako je dovolání či stížnost pro porušení zákona, jak by mohl daný rozsudek zvrátit. Dovolání je však omezeno na zvláštní důvody a stížnost pro porušení zákona může podat jen ministr spravedlnosti.